# München (film)
München (orig. Munich) er en amerikansk film fra 2005 instrueret af Steven Spielberg. Filmen foregår efter Gidselstagningen i München 1972 og følger en Mossad-enhed, ledet af «Avner» (Eric Bana), som får til opgave at finde og dræbe terrorister i terrororganisationen Sorte September som man antog var ansvarlige for at have myrdet de israelske idrætsudøvere. Dette var en del af den overordnede aktion med det prætentiøse navn, Operation Guds Vrede, som Israel igangsatte efter massakren. I hvilken grad filmen repræsenterer fakta eller fiktion har været genstand for debat. Spielberg selv beskriver filmen som "historisk fiktion".
Filmen er baseret på bogen Vengeance: The True Story of an Israeli Counter-Terrorist Team af den canadiske journalist George Jonas, som igen var baseret på historien til den selverklærede Mossad-agent Juval Aviv. I bogen bliver Avivs beretning fortalt gennem hovedpersonen «Avner». Jonas' bog blev filmatiseret første gang i 1986 under navnet Sword of Gideon, med instruktion af Michael Anderson.
Filmen blev optaget i løbet af fire måneder i sommerhalvåret 2005. Optagelserne fandt sted på Malta, i Tyskland, Israel og USA.

## Medvirkende
- Eric Bana
- Daniel Craig
- Ciarán Hinds
- Mathieu Kassovitz
- Hanns Zischler
- Geoffrey Rush
- Ayelet Zurer
- Michael Lonsdale
- Mathieu Amalric
- Gila Almagor
- Moritz Bleibtreu

## Ekstern henvisning
- München på Internet Movie Database (engelsk)
- München på Filmdatabasen
- München på Scope
- München i Svensk Filmdatabas (svensk)
- München på AlloCiné (fransk)
- München på MovieMeter (nederlandsk)
- München på AllMovie (engelsk)
- München hos American Film Institute (engelsk)
- München hos British Film Institute (engelsk)
- Münchens profil hos Encyclopædia Britannica Online (engelsk)